# Thanna Mandi
Thanna Mandi är en ort i Indien.   Den ligger i distriktet Rājauri och unionsterritoriet Jammu och Kashmir, i den norra delen av landet, 600 km nordväst om huvudstaden New Delhi. Thanna Mandi ligger 1 572 meter över havet och antalet invånare är 3 857.
Terrängen runt Thanna Mandi är kuperad västerut, men österut är den bergig. Runt Thanna Mandi är det ganska tätbefolkat, med 214 invånare per kvadratkilometer. Närmaste större samhälle är Rajaori, 19,7 km söder om Thanna Mandi. Trakten runt Thanna Mandi består till största delen av jordbruksmark.